# (54954) 2001 PU6
2001 بي يو 6 (ويعرف أيضًا باسم (54954) 2001 بي يو 6 وفق تسمية الكوكب الصغير) (بالإنجليزية: 2001 PU6)‏ هو كويكب ضمن حزام الكويكبات؛ وترتيبه 54954 من حيث الاكتشاف.
اكتُشف هذا الجُرم الفلكي بواسطة تعقب الأجرام القريبة من الأرض في 10 أغسطس 2001.

## وصلات خارجية
- (54954) 2001 PU6 في قاعدة بيانات مختبر الدفع النفاث لأجرام النظام الشمسي الصغيرة

- الاكتشاف · مخطط المدار ·  العناصر المدارية · المعلمات المادية

- (54954) 2001 PU6 على موقع ويكي سكاي: DSS2, SDSS, GALEX, IRAS, Hydrogen α, X-Ray, Astrophoto, Sky Map, Articles and images